# Cultura de Colchis

Estados georgianos entre el 600 y el 150 a. C.

La Cultura de Colchis o Cultura Cólquida se desarrolló entre el 1200 a. C. y el 600 a. C. en la Edad de Bronce tardía y en la Edad del Hierro en la zona del oeste del Cáucaso, principalmente en Georgia occidental. Le sucedió la cultura Koban en parte del Cáucaso septentrional y central. 
Recibe el nombre de la antigua región geográfica de Cólquida, que se extendía en una amplia zona en las costas del Mar Negro. 